# Miguel Trauco
Miguel Ángel Trauco Saavedra (Tarapoto, 25 de agosto de 1992) é um futebolista peruano que atua como lateral-esquerdo. Atualmente joga no Alianza Lima.

## Carreira

### Início no Unión Comercio
Nasceu na cidade de Tarapoto, em 25 de agosto de 1992. Seu avô, também chamado Miguel Trauco, foi um notável jogador amador da liga provincial do departamento da sua região.
Sua carreira futebolística se iniciou nas categorias de base do Club Deportivo Virgen de Chapi, de Lima. Depois, ainda passou pelo Coronel Bolognesi, de Tacna, e pelo Unión Tarapoto, de sua cidade natal, antes de finalmente se transferir para o Unión Comercio. Foi neste clube que, em 2011, profissionalizou-se.

### Universitario
Em 2016, se transferiu para o Universitario. Foi neste clube que seu futebol começou a chamar a atenção. Além de ter participado da conquista do título do Torneo Apertura, passou a ser convocado com mais regularidade para a seleção de seu país. Não a toa, conforme relatado pelo site peruano 'Libero', no final de 2016, teria recebido propostas da Itália e da Bélgica, além dos supostos interesses do Cruzeiro e do Flamengo, que o contratou.
Trauco terminou o ano de 2016 sendo o líder de assistências do Campeonato Peruano, com 11, e um gol marcado. Estes números o credenciaram a ser eleito o melhor jogador do Campeonato Peruano.

### Flamengo
Sua contratação pelo Flamengo foi anunciada no dia 14 de dezembro de 2016. Com isso, ele se tornou o décimo "gringo" do Flamengo na gestão Eduardo Bandeira de Mello, e o primeiro reforço do clube para a temporada 2017, quando se juntará ao elenco, junto ao companheiro de Seleção Paolo Guerrero.
Seu primeiro jogo oficial com a camisa rubro-negra foi no dia 28 de janeiro de 2017, contra o Boavista-RJ, em partida válida pela primeira rodada do Campeonato Carioca daquele ano. E logo de cara, Trauco já deu suas credenciais: marcou seu primeiro gol com a camisa do Flamengo e deu duas belas assistências, ajudando a equipe a vencer o jogo por 4 a 1.
Sua rápida adaptação ao clube e ao futebol brasileiro foi impressionante. Não a toa, em seus 4 primeiros jogos com a camisa rubro-negra, Trauco já havia dado 4 assistências para gol, lhe transformando, até aquele momento, no principal 'garçom' do país no começo de 2017.
Na partida contra o Atlético-PR, disputada no dia 12 de abril de 2017 e válida pela terceira rodada da Libertadores, Trauco atuou pela primeira vez como meio-campista com a camisa rubro-negra.
Foi nesta posição também que Trauco jogou a segunda partida da decisão do Cariocão 2017, em que o Fla sagrou-se campeão ao vencer o Fluminense por 2 a 1.
No dia 20 de maio, na partida que o Flamengo venceu o Atlético-GO por 3 a 0, em Goiânia, pelo Brasileirão, Trauco fez uma linda jogada. Ele recebeu um lançamento, e, ao matar no ombro, deu um lindo lençol em Igor Henrique. Este lance foi tão bonito, que entrou numa enquete do programa o É Gol!!!, do SporTV, como o lance mais abusado do final de semana no futebol brasileiro.
Em 18 de junho, no Fla-Flu válido pela oitava rodada do brasileirão, Trauco foi decisivo ao fazer um gol (o seu quarto com a camisa do clube), num chute de fora da área, aos 49 do segundo tempo, empatando a partida em 2 a 2. Este gol foi eleito o lance mais bonito do final de semana no futebol brasileiro, em enquete realizada pelo programa É Gol!!!, do SporTV. No dia 29 de junho, este mesmo gol foi eleito "a pintura do mês de junho", em enquete realizada pelo mesmo programa É Gol!!! do SporTV.
Suas boas atuações no primeiro semestre de 2017 chamaram a atenção de clubes da Europa. Os principais jornais peruanos chegaram a vincular seu nome ao francês Olympique de Marselha e ao espanhol Sevilla. Na imprensa espanhola, Trauco foi tratado como "melhor lateral do Brasil".
No dia 10 de janeiro de 2019, ele foi um dos 4 jogadores do Flamengo que converteram seus pênaltis, e ajudaram a equipe a vencer o Ajax, da Holanda, na disputa de pênaltis, em partida válida pela Florida Cup de 2019.
Apesar de contestado por boa parte da torcida, os números ofensivos de Trauco eram bem interessantes: quando completou 67 jogos pela equipe, ele havia dado 12 assistências, sendo a melhor média entre todos os jogadores do elenco.

### Saint-Étienne
No dia 1 de agosto de 2019, foi anunciado como reforço do Saint-Étienne, da França. Trauco era reserva de Renê, e depois da chegada de Filipe Luís, virou a terceira opção da lateral-esquerda do Flamengo.
Trauco deixou Saint-Étienne em 2022. Pelo clube, ele esteve presente em 69 partidas, marcou dois gols e deu quatro assistências.

### San José Earthquakes
Em 2 de setembro de 2022, o San José Earthquakes anunciou a contratação de Trauco. Ele assinou até a temporada 2023, com opção de renovação por mais um ano.
Trauco encerrou a temporada 2023, com 31 jogos e três gols.

### Criciúma
Em 5 de janeiro de 2024, o Criciúma anunciou a contração de Miguel Trauco. O contrato vai até o dia 15 de dezembro de 2024.

## Seleção Peruana
O lateral-esquerdo foi convocado pela primeira vez pela Seleção Peruana em 2014, e tem 45 partidas representando seu país.
Entrou na "Seleção das Estatísticas das Eliminatórias da Copa de 2018" (jornal Lance!), na 10ª rodada, por ser o lateral com mais cruzamentos corretos, apesar de ter atuado em apenas cinco jogos.
No dia 20 de maio de 2016, Trauco foi um dos 23 jogadores convocados pelo treinador Ricardo Gareca para disputar a Copa América Centenário. Neste torneio, Trauco foi o titular da equipe que chegou até as quartas-de-final.
Foi também um dos 23 convocados por Ricardo Gareca para a disputa da Copa do Mundo de 2018, tornando-se, assim, o 36º jogador do Flamengo convocado para Copas do Mundo. Neste torneio, foi titular nos 3 jogos que a equipe realizou. 

#### Participações em Copa América
| Copa                    | Sede           | Resultado    | Partidas | Gols |
| ----------------------- | -------------- | ------------ | -------- | ---- |
| Copa América Centenário | Estados Unidos | 4as de final | 4        | 0    |
| Copa América de 2019    | Brasil         | Vice-campeão | 5        | 0    |

## Estilo de jogo
Trauco é um jogador de média estatura, que, para o jornalista peruano Omar Paredes, do jornal Depor, foi a grande revelação do futebol peruano em 2016. Segundo ele, Trauco começou atuando como um meia camisa 10, mas agradou quando foi jogar na lateral-esquerda, e por lá ficou. Por conta disso, ele tem a parte ofensiva como melhor qualidade - como exemplo, os lançamentos em profundidade que costuma fazer, como o que fez no dia 6 de outubro de 2016, no empate da Seleção Peruana em 2 a 2 com a Argentina, que gerou o gol de Guerrero - mas deixa a desejar na hora da marcação. Mesmo assim, a capacidade de desarme de Trauco também deve ser elogiada. Em cinco jogos nas Eliminatórias para a Copa do Mundo de 2018, o lateral conseguiu 11 desarmes, em uma média boa para um atleta da posição.
Outra qualidade de Trauco é o potente chute que tem no pé esquerdo. Foi assim que, com a camisa do Flamengo, ele marcou importantes gols de fora da área contra o San Lorenzo, na estreia rubro-negra na Libertadores de 2017, e contra o Fluminense, pelo Brasileirão de 2017.
Por conta de todos esses atributos, o jornalista Gustavo Hofman, da ESPN, chegou a dizer que "seu estilo nos faz lembrar em alguns momentos o Sorín".

## Estatísticas
Até 1 de março de 2020.

### Clubes
| Clube             | Temporada         | Campeonato nacional | Campeonato nacional | Campeonato nacional | Copa nacional[a] | Copa nacional[a] | Copa nacional[a] | Competições continentais[b] | Competições continentais[b] | Competições continentais[b] | Outros torneios[c] | Outros torneios[c] | Outros torneios[c] | Total | Total | Total   |
| Clube             | Temporada         | Jogos               | Gols                | Assist.             | Jogos            | Gols             | Assist.          | Jogos                       | Gols                        | Assist.                     | Jogos              | Gols               | Assist.            | Jogos | Gols  | Assist. |
| ----------------- | ----------------- | ------------------- | ------------------- | ------------------- | ---------------- | ---------------- | ---------------- | --------------------------- | --------------------------- | --------------------------- | ------------------ | ------------------ | ------------------ | ----- | ----- | ------- |
| Unión Comercio    | 2010              | 6                   | 5                   | 0                   | —                | —                | —                | —                           | —                           | —                           | —                  | —                  | —                  | 6     | 5     | 0       |
| Unión Comercio    | 2011              | 22                  | 2                   | 2                   | —                | —                | —                | —                           | —                           | —                           | —                  | —                  | —                  | 22    | 2     | 2       |
| Unión Comercio    | 2012              | 43                  | 0                   | 0                   | —                | —                | —                | 2                           | 0                           | 0                           | —                  | —                  | —                  | 45    | 0     | 0       |
| Unión Comercio    | 2013              | 40                  | 0                   | 2                   | —                | —                | —                | —                           | —                           | —                           | —                  | —                  | —                  | 40    | 0     | 2       |
| Unión Comercio    | 2014              | 27                  | 0                   | 0                   | 12               | 0                | 1                | —                           | —                           | —                           | —                  | —                  | —                  | 39    | 0     | 1       |
| Unión Comercio    | 2015              | 30                  | 1                   | 4                   | 8                | 1                | 0                | 2                           | 0                           | 0                           | —                  | —                  | —                  | 40    | 2     | 4       |
| Unión Comercio    | Total             | 168                 | 8                   | 8                   | 20               | 1                | 1                | 4                           | 0                           | 0                           | 0                  | 0                  | 0                  | 192   | 9     | 9       |
| Universitario     | 2016              | 39                  | 1                   | 10                  | —                | —                | —                | 2                           | 0                           | 0                           | —                  | —                  | —                  | 41    | 1     | 10      |
| Universitario     | Total             | 39                  | 1                   | 10                  | 0                | 0                | 0                | 2                           | 0                           | 0                           | 0                  | 0                  | 0                  | 41    | 1     | 10      |
| Flamengo          | 2017              | 23                  | 1                   | 0                   | 4                | 0                | 0                | 13                          | 2                           | 3                           | 14                 | 1                  | 5                  | 54    | 4     | 8       |
| Flamengo          | 2018              | 6                   | 0                   | 4                   | 1                | 0                | 0                | 0                           | 0                           | 0                           | 3                  | 0                  | 0                  | 10    | 0     | 4       |
| Flamengo          | 2019              | 5                   | 0                   | 1                   | 0                | 0                | 0                | 2                           | 0                           | 0                           | 7                  | 0                  | 2                  | 14    | 0     | 3       |
| Flamengo          | Total             | 34                  | 1                   | 5                   | 5                | 0                | 0                | 15                          | 2                           | 3                           | 24                 | 1                  | 7                  | 78    | 4     | 15      |
| Saint-Étienne     | 2019–20           | 19                  | 1                   | 2                   | 4                | 0                | 0                | 1                           | 0                           | 0                           | —                  | —                  | —                  | 24    | 1     | 2       |
| Saint-Étienne     | Total             | 19                  | 1                   | 2                   | 4                | 0                | 0                | 1                           | 0                           | 0                           | 0                  | 0                  | 0                  | 24    | 1     | 2       |
| Total na carreira | Total na carreira | 260                 | 11                  | 25                  | 29               | 1                | 1                | 22                          | 2                           | 3                           | 24                 | 1                  | 7                  | 335   | 15    | 36      |

- a. ^ Jogos do Torneo del Inca
- b. ^ Jogos da Copa Sul-Americana e Copa Libertadores da América
- c. ^ Jogos do Amistoso, Campeonato Carioca e Primeira Liga do Brasil

### Seleção Peruana
Abaixo estão listados todos jogos e gols do futebolista pela Seleção Peruana. Abaixo da tabela, clique em expandir para ver a lista detalhada dos jogos de acordo com a categoria selecionada.
Seleção principal

| Ano   |       |      |         |       |
| Ano   | Jogos | Gols | Assist. | Média |
| ----- | ----- | ---- | ------- | ----- |
| 2014  | 2     | 0    | 0       | 0     |
| 2015  | 0     | 0    | 0       | 0     |
| 2016  | 10    | 0    | 1       | 0     |
| 2017  | 10    | 0    | 0       | 0     |
| 2018  | 13    | 0    | 2       | 0     |
| 2019  | 15    | 0    | 0       | 0     |
| 2020  | 4     | 0    | 1       | 0     |
| Total | 54    | 0    | 4       | 0     |

|     | Data                   | Local                                           | Resultado | Adversário        | Gols | Assist. | Competição                               |
| --- | ---------------------- | ----------------------------------------------- | --------- | ----------------- | ---- | ------- | ---------------------------------------- |
| 1.  | 6 de agosto de 2014    | Estadio Nacional, Lima, PER                     | 3–0       | Panamá            | 0    | 0       | Amistoso                                 |
| 2.  | 4 de setembro de 2014  | Dubai Club Stadium, Dubai, EAU                  | 2–0       | Irã               | 0    | 0       | Amistoso                                 |
| 3.  | 23 de maio de 2016     | Estadio Nacional, Lima, PER                     | 4–0       | Trinidad e Tobago | 0    | 0       | Amistoso                                 |
| 4.  | 6 de junho 2016        | CenturyLink Field, Seattle, EUA                 | 1–0       | Haiti             | 0    | 0       | Copa América Centenário - Fase de Grupos |
| 5.  | 8 de junho 2016        | University of Phoenix Stadium, Glendale, EUA    | 2–2       | Equador           | 0    | 0       | Copa América Centenário - Fase de Grupos |
| 6.  | 12 de junho de 2016    | Gillette Stadium, Foxborough, EUA               | 1–0       | Brasil            | 0    | 0       | Copa América Centenário - Fase de Grupos |
| 7.  | 17 de junho de 2016    | MetLife Stadium, East Rutherford, EUA           | 0–0 (2–4) | Colômbia          | 0    | 0       | Copa América Centenário - 4as de Finais  |
| 8.  | 1 de setembro de 2016  | Estadio Hernando Siles, La Paz, Bolivia         | 3–0       | Bolívia           | 0    | 0       | Elim. Copa do Mundo de 2018              |
| 9.  | 6 de setembro de 2016  | Estadio Nacional, Lima, PER                     | 2–1       | Equador           | 0    | 0       | Elim. Copa do Mundo de 2018              |
| 10. | 6 de outubro de 2016   | Estadio Nacional, Lima, PER                     | 2–2       | Argentina         | 0    | 1       | Elim. Copa do Mundo de 2018              |
| 11. | 11 de outubro de 2016  | Estadio Nacional, Santiago, Chile               | 1–2       | Chile             | 0    | 0       | Elim. Copa do Mundo de 2018              |
| 12. | 10 de novembro de 2016 | Defensores del Chaco, Asunción, Paraguay        | 4–1       | Paraguai          | 0    | 0       | Elim. Copa do Mundo de 2018              |
| 13. | 23 de março de 2017    | Estadio Monumental de Maturín, Maturín, VEN     | 2–2       | Venezuela         | 0    | 0       | Elim. Copa do Mundo de 2018              |
| 14. | 28 de março de 2017    | Estadio Nacional, Lima, PER                     | 2–1       | Uruguai           | 0    | 0       | Elim. Copa do Mundo de 2018              |
| 15. | 8 de Junho de 2017     | Estadio Mansiche, Trujillo, PER                 | 1–0       | Paraguai          | 0    | 0       | Amistoso                                 |
| 16. | 13 de Junho de 2017    | Estadio Monumental de la UNSA, Arequipa, PER    | 3–1       | Jamaica           | 0    | 0       | Amistoso                                 |
| 17. | 31 de agosto de 2017   | Estadio Nacional, Lima, PER                     | 2–1       | Bolívia           | 0    | 0       | Elim. Copa do Mundo de 2018              |
| 18. | 5 de Setembro de 2017  | Estadio Olímpico Atahualpa, Quito, ECU          | 2–1       | Equador           | 0    | 0       | Elim. Copa do Mundo de 2018              |
| 19. | 5 de Outubro de 2017   | La Bombonera, Buenos Aires, ARG                 | 0–0       | Argentina         | 0    | 0       | Elim. Copa do Mundo de 2018              |
| 20. | 10 de Outubro de 2017  | Estadio Nacional, Lima, PER                     | 1–1       | Colômbia          | 0    | 0       | Elim. Copa do Mundo de 2018              |
| 21. | 11 de Novembro de 2017 | Wellington Regional Stadium, Wellington, NZL    | 0–0       | Nova Zelândia     | 0    | 0       | Repescagem - Elim. Copa do Mundo de 2018 |
| 22. | 15 de Novembro de 2017 | Estadio Nacional, Lima, PER                     | 2–0       | Nova Zelândia     | 0    | 0       | Repescagem - Elim. Copa do Mundo de 2018 |
| 23. | 23 de Março de 2018    | Hard Rock Stadium, Miami, EUA                   | 2–0       | Croácia           | 0    | 0       | Amistoso                                 |
| 24. | 27 de Março de 2018    | Red Bull Arena, Nova Jérsie, EUA                | 3–1       | Islândia          | 0    | 2       | Amistoso                                 |
| 25. | 29 de Maio de 2018     | Estadio Nacional, Lima, PER                     | 2–0       | Escócia           | 0    | 0       | Amistoso                                 |
| 26. | 3 de Junho de 2018     | AFG Arena, St. Gallen, SUI                      | 3–0       | Arábia Saudita    | 0    | 0       | Amistoso                                 |
| 27. | 9 de Junho de 2018     | Estádio Ullevi, Gotemburgo, SUE                 | 0–0       | Suécia            | 0    | 0       | Amistoso                                 |
| 28. | 16 de Junho de 2018    | Arena Mordovia, Saransk, RUS                    | 0–1       | Dinamarca         | 0    | 0       | Copa do Mundo                            |
| 29. | 21 de Junho de 2018    | Estádio Central, Ecaterimburgo, RUS             | 0–1       | França            | 0    | 0       | Copa do Mundo                            |
| 30. | 26 de Junho de 2018    | Estádio Olímpico de Fisht, Sóchi, RUS           | 2–0       | Austrália         | 0    | 0       | Copa do Mundo                            |
| 31. | 6 de Setembro de 2018  | Amsterdam Arena, Amsterdam, HOL                 | 2–1       | Peru              | 0    | 0       | Amistoso                                 |
| 32. | 9 de Novembro de 2018  | Rhein-Neckar-Arena, Sinsheim, ALE               | 1–2       | Alemanha          | 0    | 0       | Amistoso                                 |
| 33. | 12 de Outubro de 2018  | Hard Rock Stadium, Miami, EUA                   | 3–0       | Chile             | 0    | 0       | Amistoso                                 |
| 34. | 15 de Novembro de 2018 | Estadio Nacional, Lima, PER                     | 0–2       | Equador           | 0    | 0       | Amistoso                                 |
| 35. | 20 de Novembro de 2018 | Estádio Monumental da UNSA, Arequipa, PER       | 2–3       | Costa Rica        | 0    | 0       | Amistoso                                 |
| 36. | 22 de Março de 2019    | Red Bull Arena, Harrison, EUA                   | 1–0       | Paraguai          | 0    | 0       | Amistoso                                 |
| 37. | 26 de Março de 2019    | RFK Stadium, Washington, D.C., EUA              | 0–2       | El Salvador       | 0    | 0       | Amistoso                                 |
| 38. | 5 de Junho de 2019     | Estádio Monumental "U", Lima, PER               | 1–0       | Costa Rica        | 0    | 0       | Amistoso                                 |
| 39. | 9 de Junho de 2019     | Estádio Monumental "U", Lima, PER               | 0–3       | Colômbia          | 0    | 0       | Amistoso                                 |
| 40. | 15 de Junho de 2019    | Arena do Grêmio, Porto Alegre, BRA              | 0–0       | Venezuela         | 0    | 0       | Copa América                             |
| 41. | 18 de Junho de 2019    | Maracanã, Rio de Janeiro, BRA                   | 3–1       | Bolívia           | 0    | 0       | Copa América                             |
| 42. | 22 de Junho de 2019    | Arena Corinthians, São Paulo, BRA               | 0–5       | Brasil            | 0    | 0       | Copa América                             |
| 43. | 29 de Junho de 2019    | Arena Fonte Nova, Salvador, BRA                 | 0–0 (5–4) | Uruguai           | 0    | 0       | Copa América                             |
| 44. | 3 de Julho de 2019     | Arena do Grêmio, Porto Alegre, BRA              | 3–0       | Chile             | 0    | 0       | Copa América                             |
| 45. | 7 de Julho de 2019     | Maracanã, Rio de Janeiro, BRA                   | 1–3       | Brasil            | 0    | 0       | Copa América                             |
| 46. | 5 de Setembro de 2019  | Red Bull Arena, Harrison, EUA                   | 0–1       | Equador           | 0    | 0       | Amistoso                                 |
| 47. | 11 de Setembro de 2019 | Los Angeles Memorial Coliseum, Los Angeles, EUA | 1–0       | Brasil            | 0    | 0       | Amistoso                                 |
| 48. | 11 de Outubro de 2019  | Estádio Centenário, Montevidéu, URU             | 0–1       | Uruguai           | 0    | 0       | Amistoso                                 |
| 49. | 15 de Outubro de 2019  | Estadio Nacional, Lima, PER                     | 1–1       | Uruguai           | 0    | 0       | Amistoso                                 |
| 50. | 15 de Novembro de 2019 | Hard Rock Stadium, Miami Gardens, EUA           | 0–1       | Colômbia          | 0    | 0       | Amistoso                                 |
| 51. | 8 de Outubro de 2020   | Estádio Defensores del Chaco, Assunção, PAR     | 2–2       | Paraguai          | 0    | 1       | Elim. Copa do Mundo de 2022              |
| 52. | 13 de Outubro de 2020  | Estádio Nacional do Peru, Lima, PER             | 2–4       | Brasil            | 0    | 0       | Elim. Copa do Mundo de 2022              |
| 53. | 13 de Novembro de 2020 | Estádio Nacional de Chile, Santiago, CHI        | 0–2       | Chile             | 0    | 0       | Elim. Copa do Mundo de 2022              |
| 54. | 17 de Novembro de 2020 | Estádio Nacional do Peru, Lima, PER             | 0–2       | Argentina         | 0    | 0       | Elim. Copa do Mundo de 2022              |

## Títulos
Criciúma
- Campeonato Catarinense: 2024

Flamengo
- Copa Libertadores da América: 2019
- Campeonato Brasileiro: 2019
- Campeonato Carioca: 2017, 2019
- Taça Guanabara: 2018
- Taça Rio: 2019
- Florida Cup: 2019
- Troféu Carlos Alberto Torres: 2017

Universitario
- Campeonato Peruano: 2016-A

Unión Comercio
- Copa Peru: 2010

### Prêmios individuais
- Melhor jogador do Campeonato Peruano: 2016[7]
- Melhor lateral-esquerdo do Campeonato Carioca: 2017[36]
- "Seleção das Estatísticas do Carioca" do Jornal Lance!: 2017 (jogador com +assistências para gols/+gols/assistências para finalizações/+ dribles)[37]
- Melhor lateral-esquerdo da Copa América de 2019[38]